# Padre Burgos (Leyte del Sur)
Padre Burgos es un municipio filipino de quinta clase, perteneciente a la provincia de Leyte del Sur, en las Bisayas Orientales.

## Organización territorial
Se divide en once barangayes, a saber:
- Buenavista
- Bunga
- Laca
- Lungsodaan
- Población
- San Juan
- Santa Sofía
- Santo Rosario
- Cantutang
- Dinahugan
- Tangkaan

## Demografía
En 2020, tenía censados 11 159 habitantes.